# Фарбер, Александр Эмильевич

## Биография

### Образование
В 1985 году закончил экономический факультет ВГИКа.
В 1985–1987 – служил в вооруженных силах РФ.

### Карьера
С 1988 года работал линейным и исполнительным продюсером нескольких художественных полнометражных фильмов и таких документальных фильмов, как, например "Почва" для компании Shell.
С 1889 по 1990 год занимал должность директора производства рекламных роликов в рамках телепередач "КВН" и "Веселые ребята" в компании «Интеллекс».
С 1992 по 1998 год работал Главой TV департамента в рекламном агентстве «РАВИ».
В 1998 году Фарбер основал с партнером Дмитрием Добужинским собственную компанию Park Production.
Работая в рекламном бизнесе, Дмитрий Добужинский спродюсировал более 3000 рекламных и корпоративных видео для таких брендов, как Сбер, Coca-Cola, Ferrero Russia, KIA Motors, Т-Банк, Renault, Ford Motor Co, МТС, BeeLine, Megafon, Toyota, X5 RetailGroup, Volkswagen, Wimm Bill Dann, PepsiCo, ВТБ, Яндекс, VK, Авито, Ozon, Lenta, Magnit, MayTea, Мясницкий Ряд, Danone, ФармСтандарт, Балтика, Sony, Samsung, Heineken, Master Foods, Ssang Yong, Mars, Procter & Gamble,Cadbury,Unilever, Hewlett Packard, Сибнефть, Внешторгбанк, Bosch,Siemens, LG Electronics, Multon и многих других.

## Семья
Женат, есть сын.

## Фильмография
1985 – фильм "Конец Операции "Резидент" (реж. Вениамин Дорман)
1987 – фильм "Черный принц"
1988 – фильм "Поездка в Вес-Баден"
1989 – передача "Веселые ребята"

## Призы и награды
- 3 Каннских Льва: две Бронзы и Серебро, неоднократное попадание в шортлисты
- Epica - Бронза
- Golden Drum
- Eurobest
- Международный фестиваль рекламы Red Apple
- Houston Festival